# Acalyptris krugeri
Acalyptris krugeri là một loài bướm đêm thuộc họ Nepticulidae. Nó được miêu tả bởi Vári năm 1963. Nó được tìm thấy ở Nam Phi (Nó đã dược miêu tả ở the Kruger National Park).
Ấu trùng ăn Schotia brachypetala.